# Junk Art
Per Junk Art ( in italiano: arte spazzatura) si intende una forma d'arte basata sull'utilizzo di prodotti di scarto della vita contemporanea ed al rifiuto quindi dei materiali tradizionali dell'arte. Il termine fu coniato dal critico d'arte Lawrence Alloway nel 1961, in occasione della mostra "The Art of Assemblage", tenutasi al Museum of Modern Art di New York.
In un certo senso nella pittura possono essere individuati elementi di derivazione dai collage cubisti o dai ready-made dadaisti di Duchamp e Man Ray, ma anche dai lavori di Kurt Schwitters e di Alberto Burri. Il termine fu successivamente esteso anche alla scultura realizzata con metalli di scarto, legname usato, plastica, ecc. Il movimento junk risale agli anni cinquanta del Novecento, in particolare con il lavoro di Robert Rauschenberg, che utilizzò nei dipinti stracci e brandelli di vestiti, ritagli e altri materiali di scarto.
I lavori di Rauschenberg tuttavia ricordano molto da vicino i lavori di Alberto Burri, d'altronde l'artista americano aveva avuto modo di visitare lo studio di Burri a Roma nel 1952. Nel 1950 Burri aveva già cominciato la serie le Muffe e i Gobbi, utilizzando per la prima volta il materiale logorato nei Sacchi e, proprio nel 1952, aveva esposto per la prima volta alla Biennale di Venezia presentando appunto l'opera il Grande Sacco.
Altre analogie possono essere ritrovate nelle opere di quegli anni di Antoni Tàpies e Mimmo Rotella.